# Сельское поселение Марково
Се́льское поселе́ние Марково — муниципальное образование в Анадырском районе Чукотского автономного округа Российской Федерации.
Административный центр — село Марково.

## История
Статус и границы сельского поселения установлены Законом Чукотского автономного округа от 24 ноября 2008 года № 148-ОЗ «О статусе, границах и административных центрах муниципальных образований на территории Анадырского муниципального района Чукотского автономного округа»

## Население
| 2010 | 2012 | 2013 | 2014 | 2015 | 2016 | 2017 |
| ---- | ---- | ---- | ---- | ---- | ---- | ---- |
| 809  | ↘780 | ↘763 | ↘735 | ↘718 | ↘674 | ↘628 |
| 2018 | 2021 | 2023 |      |      |      |      |
| ↘578 | ↗733 | ↗791 |      |      |      |      |

## Состав сельского поселения
| № | Населённый пункт | Тип населённого пункта       | Население |
| - | ---------------- | ---------------------------- | --------- |
| 1 | Марково          | село, административный центр | ↗791      |